# 埃里克·默勒
埃里克·默勒（德語：Erik Möller，1979年—）是一位德国自由职业记者、软件设计师、作家，曾任维基媒体基金会（WMF）副董事。默勒同时还是一位网页设计师，此前曾开办网络托管服务，myoo.de.。

## 出版作品
默勒撰写了《媒体革命的秘诀：博客、wiki和自由软件如何改变世界》（Die heimliche Medienrevolution - Wie Weblogs, Wikis und freie Software die Welt verändern）一书。在书中，默勒认为新闻从业员的发展就像公民媒体和博客中的开放源代码运动，但他同时指出，大多数博客网站不愿与主流大众媒体竞争。2005年，Heinz Heise首次出版该书，2006年发行更新并修订了章节的第二版。《柏林文学批评》（Berliner Literaturkritik）评价表示看到本书有实用技巧，但表示这本书在技术细节上着墨太多。默勒的书被2006年出版的书籍《Wiki：Web协作》引用，在探讨“Wiki是社会变迁的引擎”的一节中用到他的术语“媒体革命的秘诀”。作者点评道：“默勒全面审视了问题，可能有处理Wiki环境和博客中的破坏行为和费解的争议问题的解决方法。”
在他对维基百科的早期研究中，默勒在2003年发现维基百科开源性质的积累吸引到一些人，但也导致需要专家参与的主题出现空白。他的其中一些研究成果在《Telepolis》杂志发表，在文中他将维基百科与数字多媒体百科全书MicrosoftEncarta进行比较。2003年在他的文章《Wiki的原则：大脑的舞蹈》（Das Wiki-Prinzip: Tanz der Gehirne）中，他给出了维基百科和wiki的一些背景，同时也阐述了他对该项目优点的了解、防止破坏条目的方法和维基百科用户的礼仪等观点。

## 基于Web的项目
穆勒拥有计算机科学毕业学位（Dipl.-Inform.FH），创办了拥有P2P和文件共享技术信息的网站Infoanarchy。Slyck News的托马斯·门尼克（Thomas Mennecke）写道，“就像P2Pnet.net，InfoAnarchy.org包含由其持有者埃里克·穆勒创作的数量惊人的内容。”穆勒还参与了FreedomDefined网站的开发。他也被列入violence.de网站的联合主机，该网站发布了詹姆斯·普雷斯科特（James W.Prescott）的作品，并声称剥夺身体感情是造成抑郁症、侵略和滥用药物的主要原因。
在2005年柏林的博客主年会上，默勒在演讲介绍了开放源代码促进会、自由知识和维基新闻，认为维基新闻在内容上的其他模型被Slashdot、Kuro5hin、Daily Kos等使用。2005年在维也纳的奥地利wiki大会上，默勒探讨了使用wiki编制统计数据的优势，指出wiki鼓励内部透明和同事之间更大的参与。

## 基金会

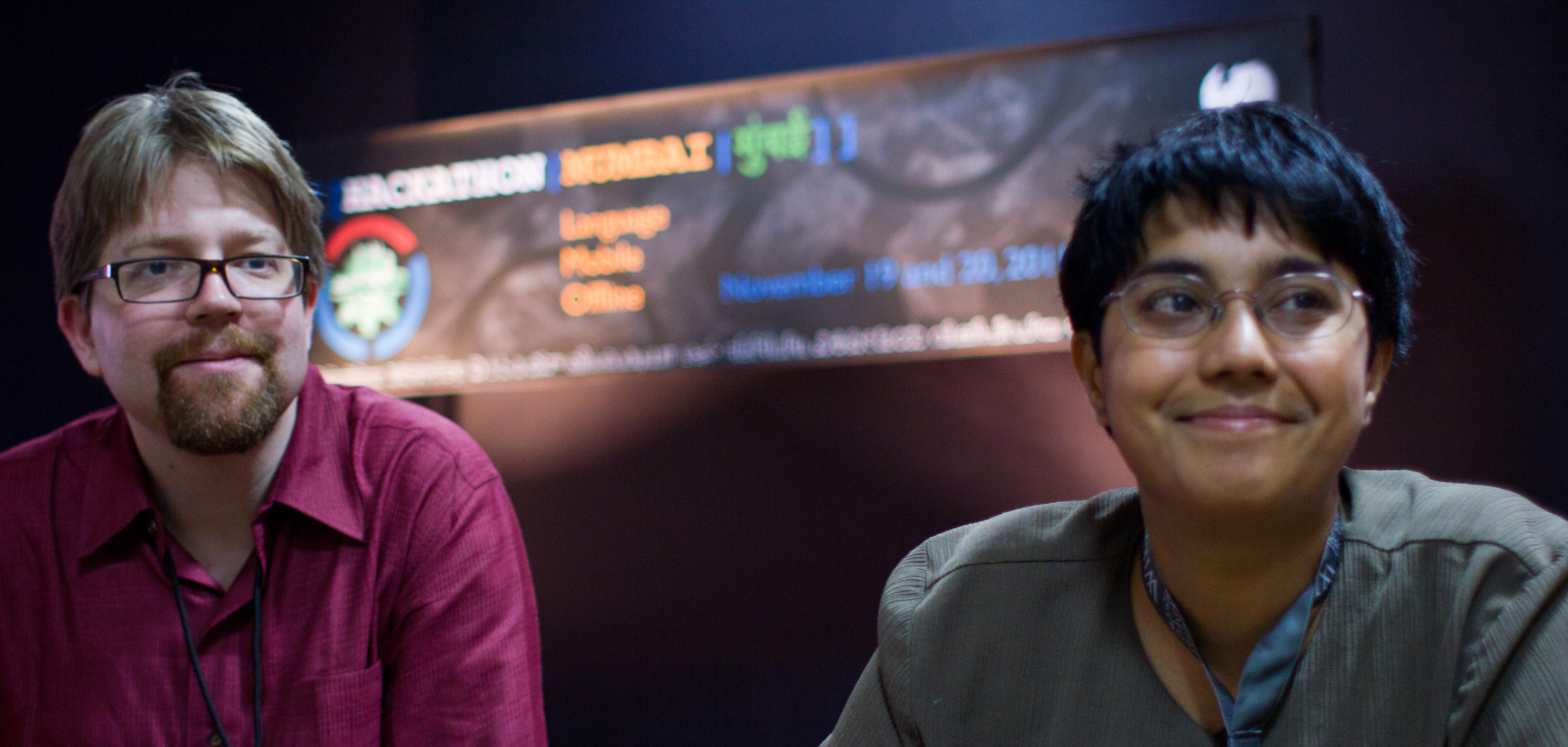
埃里克·默勒与苏马那·哈里哈雷斯瓦拉（Sumana Harihareswara）在2011年孟买黑客马拉松大会中的合影

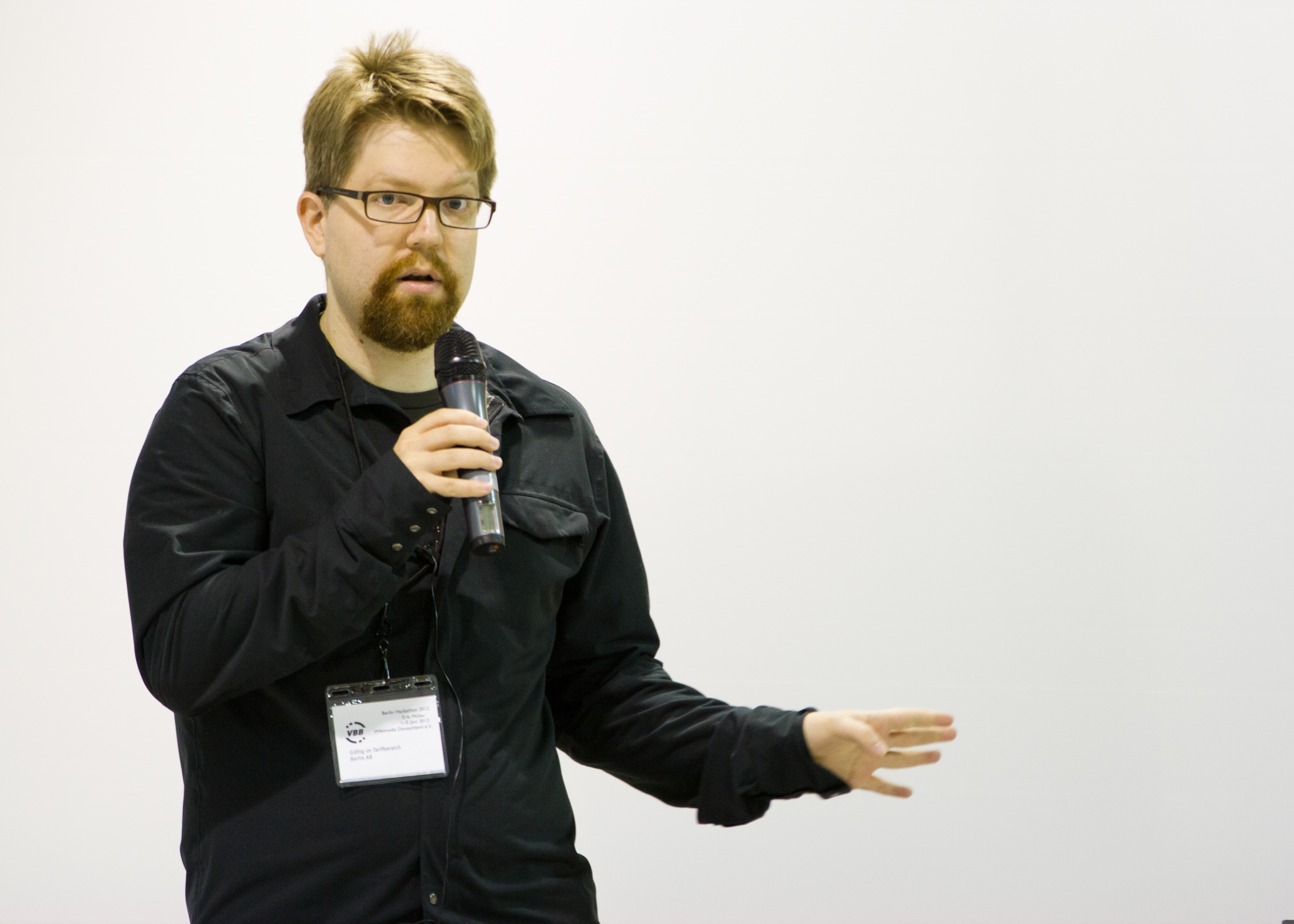
2012年默勒在柏林黑客马拉松上演讲

自2001年，默勒一直参与包括维基百科在内维基媒体基金会项目，他不仅是一名编者，还是MediaWiki软件和维基新闻的开发者。他利用用户名Eloquence起草了维基新闻的初版提案，还在维基共享资源的开发中起到重要作用。穆勒于2004年3月率先提出了维基共享资源的理念 ，他描述出维基百科和维基新闻与《纽约时报》之间的差异，表示：“维基新闻的条目的时效性很短，所以能为促成永久持续下去的知识提供基础。”默勒在2005年首尔公民记者论坛上表示：“我们是新媒体，我们制定属于我们的规则。”他表示，维基新闻每日出版打印版，还在增加其它格式，包括文章的音频版。默勒因2005年伦敦七七爆炸案期间维基新闻的访问流量增加八倍，以及其对新闻自由的影响，受到Journalism.co.uk的采访。“尽管维基新闻比维基百科要小得多，但它在报道新闻方面的潜力远远超出了维基百科现在正在做的事情。“默勒表示。他在维基新闻定期给出“State of the Wiki”报道，为项目使用出自其他媒体来源的原始素材和整合信息辩护。
2005年6月，默勒被任命为维基媒体基金会的首席研究员，但由于个人与董事会成员存在分歧，于同年8月辞去该职。他曾担任总部设在荷兰的OmegaWiki非营利法律机构Stichting Open Progress的首席技术官。在Stichting Open Progress，默勒担任致力于Omegawiki运营的开发小组总管。默勒还开办了WikiEducator.org等其他wiki社群。
2006年9月，默勒入选维基媒体基金会董事会，接替安吉拉·比斯利的职位。2006年10月，默勒担任行政秘书。默勒2007年12月从董事会辞职，被提拔为副董事。2008年10月，他被正式任命为维基媒体基金会的副董事，该职位于2008年10月生效。作为副董事，默勒参与维基媒体基金会的融资分析，并与执行董事苏·加德纳向太阳计算机系统公司作展示，为维基媒体基金会公司赢得资金。本次演示后来被维基新闻泄露出去。
担任维基媒体基金会副董事的默勒负责组织的管理和执行技术策略。默勒向《洛杉矶时报》解释道，基金会在对待各种交易时需要很小心，表示：“我们不希望进入会与目标产生冲突的交易中。”默勒是维基媒体基金会驻网络生命大百科这一理事会机构的代表。透过这次接触，默勒说服阿尔弗雷德·斯隆基金会（Alfred P.Sloan Foundation，网络生命大百科的支持者）向维基媒体基金会捐赠300万美元，这也是基金会迄今为止所收到的单笔最大数额的捐赠。
2014年，默勒的德文维基百科账号被封禁，因为他创建、实施并使用了 "超级保护 "权（即德文維基百科管理員也無法編輯，只有基金會帳號能編輯），推翻了德文维基百科社群先前達成的在法律和技术问题解决之前不启用新的图片浏览机制的决定。
2015年4月30日，默勒离开基金会。

## 延伸阅读
- Bachner, Harald. . GRIN Verlag. 2007: 6, 8, 29. ISBN 3-638-67365-0.
- Gepp, Roman. . LIT Verlag Berlin-Hamburg-Münster. 2006: 128, 129, 135, 192. ISBN 3-8258-9360-X （德语）.
- Kühne, Stefan.  (PDF). E-beratungsjournal (e-beratungsjournal.net). 2005年9月, (1)  [2015-07-16]. ISSN 1816-7632. （原始内容存档 (PDF)于2020-08-08） （德语）.